# 改新の詔
改新の詔（かいしんのみことのり）は、大化の改新において、新たな施政方針を示すために発せられた詔。難波長柄豊碕宮で発せられたとされる。
この詔は『日本書紀』に掲載されている。従来はこれにより、公地公民制、租庸調の税制、班田収授法などが確立したと考えられていた。しかし、藤原京から出土した木簡により『日本書紀』に見える詔の内容は編者によって潤色されたものであることが明らかになっている。

## 概要
大化元年（645年）の乙巳の変により蘇我本宗家を排除し、新たに即位した孝徳天皇は、翌大化2年（646年）正月1日に政治の方針を示した。豪族連合の国家の仕組みを改め、土地・人民の私有を廃止し、天皇中心の中央集権国家を目指すものであった。大きく4か条の主文からなり、各主文ごとに副文（凡条）が附せられていた。
『日本書紀』編纂に際し書き替えられたことが明白となり、大化の改新の諸政策は後世の潤色であることが判明している。だが、孝徳期から天武・持統期にかけて大規模な改革が行われたことに違いはなく、後の律令制へつながっていく王土王民を基本理念とした内容だったと考えられる。

## 主文
現代語訳：

## 各条

### 第1条
第1条は、天皇・王族や豪族たちによる土地・人民の所有を廃止するものである。それまで、国内の土地・人民は天皇・王族・豪族が各自で私的に所有・支配しており、天皇・王族の所有地は屯倉、支配民は名代・子代と呼ばれ、豪族の所有地は田荘、支配民は部曲と呼ばれていた。
本条は、このような土地・人民に対する私的な所有・支配を排除し、天皇による統一的な支配体制への転換、すなわち私地私民制から公地公民制への転換を示すものと解釈されてきた。しかし、実際にはかなり後世まで豪族による田荘・部曲の所有が認められていることから、必ずしも私的所有が全廃された訳ではないことが判る。また、公地公民制の存在自体が疑問視されるようになっている。

### 第2条
第2条は、政治の中枢となる首都の設置、畿内・国・郡といった地方行政組織の整備とその境界画定、中央と地方を結ぶ駅伝制の確立などについて定めるものである。
最初に挙げられている首都の設置は、白雉元年（650年）の難波長柄豊碕宮への遷都により実現した。
次に挙げられる地方行政組織の整備は、畿内・国（令制国）・郡の設置が主要事項だった。畿内とは、東西南北の四至により画される範囲をいい、当時、畿内に令制国は置かれなかった。畿内の外側には、令制国が置かれた。令制国は、旧来の国造・豪族の支配範囲や山稜・河川に沿って境界画定作業が行われたが、境界はなかなか定まらず、後の天智天皇の頃にようやく令制国が画定することとなった。
後の時代、国の下に置かれていたのは郡であるが大化当時は評と呼ばれ、令制国の画定よりも早い時期に設置されており、『常陸国風土記』や木簡史料などから、孝徳期のうちに全国的に評の設置が完了したものと見られている。それまで、地方豪族は朝廷から国造などの地位を認められることにより、独自の土地・人民支配を行ってきた。しかし、評の設置はそのような独自支配体制を否定し、豪族の地方支配を天皇による一元的な支配体制に組み込むものであった。評の設置により、地方豪族らは半独立的な首長から、評を所管する官吏へと変質することとなった。これが後の律令制における郡司の前身である（職名は「評督」などが想定されている）。評の設置は、このように、地方社会のあり方を大きく変革したと考えられている。
その他、本条に挙げられている項目では、駅伝制が整備された。駅伝制の確立時期は7世紀後半ごろの古代道路遺構が広い範囲で検出されていることから、改新の詔が契機となって、交通制度の整備が進められた可能性がある。（もう一つの可能性としては、白村江の戦いでの敗北（663年）後に天智天皇が軍事制度・各種制度の改革を進めた時期が挙げられる。）

### 第3条
第3条は、戸籍・計帳という人民支配方式と、班田収授法という土地制度について定めている。しかし、戸籍・計帳・班田収授といった語は、後の大宝令の潤色を受けたものである。また、全国的な戸籍の作成は、20数年経過した後の庚午年籍（670年）がようやく最初である。これらのことから、大化当時に戸籍・計帳の作成や班田収授法の施行は実施されなかったが、何らかの人民把握（戸口調査など）が実施されただろうと考えられている。

### 第4条
第4条は、新しい税制の方向性を示す条文である。ここに示される田の調とは、田地面積に応じて賦課される租税であり、後の律令制における田租の前身に当たるものと見られている。

## 日本書紀の潤色と編年の疑問
昭和42年（1967年）12月、藤原京の北面外濠から「己亥年十月上捄国阿波評松里□」（己亥年は西暦699年）と書かれた木簡が掘り出された。これにより、それまでの郡評論争に決着が付けられたとともに、『日本書紀』の改新の詔の文書が奈良時代に書き替えられたものであることが明白になった。潤色が確実となったため、日本書紀による編年は、他の史料による多面的な検討が必要となった。しかし内容については、詔から実践された公地公民制、租庸調の税制、班田収授法などの主要政策は、地方社会への影響が大きいものばかりであり、これらの政策が浸透するには相当の時間を要したと考えられ、事実政策を反映した事績は天智期・天武期から文武期に引用や用例が多く見られる。詔が実践できていない矛盾や事実もあり、これらが書紀の編纂者らによる潤色であることは間違いないが、大化の改新は後世の律令制に至る端緒であった可能性は高く、また大化年間だけにとどまらず以降の律令完成までの一連の諸改革をいうとする解釈が近年は強い。